# Danilo Pantić
Danilo Pantić (Árpatarló, 1996. október 26. –) szerb utánpótlás válogatott labdarúgó, a Chelsea játékosa.

## Pályafutása

### Klubcsapatokban

#### Partizan Belgrád
2013. május 26-án mutatkozott be bajnoki mérkőzésen a Partizanban. A Spartak Subotica elleni találkozón a 76. percben állt be Vladimir Volkov helyére. 2013. december 5-én szerződést hosszabbított a csapattal, aki után az olasz Juventus érdeklődött.

#### Chelsea
2015. július 13-án a Chelsea szerződtette a szerb középpályást 1,25 millió font ellenében, Pantić pedig négyéves szerződést írt alá. Az angol klub azonnal kölcsönadta a holland élvonalban szereplő Vitesse-nek.

#### Vitesse
Tizenhét nap múlva, egy Southampton elleni Európa-liga-selejtezős mérkőzésen mutatkozott be új csapatában. 2015. augusztus 9-én a holland élvonalban is debütált, a Willem II elleni 1–1-es mérkőzésen csereként állt be a 71. percben.
2016. március 3-án, miután kevés játéklehetőséget kapott, kijelentette, hogy minél hamarabb szeretne visszatérni a Chelsea-hez. Nyilatkozatában a Vitesse elöljáróit azzal vádolta, hogy nem szeretik a szerbeket, mivel korábban két honfitársa, Nemanja Matić és Uroš Đurđević is kevesebb játéklehetőséget kapott a hollandoknál.

#### Excelsior
2016. augusztus 12-én a szintén holland első osztályú Excelsiorhoz került kölcsönbe a 2016–17-es szezonra. 2016. szeptember 17-én debütálta csapatban, érdekesség, hogy ezúttal is csereként beállva egy Willem II elleni bajnokin. A következő héten a Holland Kupában már a kezdőcsapat tagjaként játszotta végig a BVV Barendrecht ellen megnyert találkozót. Összesen kilenc bajnokin és két kupamérkőzésen kapott lehetőséget a csapatnál.

#### Partizan Belgrád
2017. június 18-án visszatért nevelőegyesületéhez, a Partizanhoz. 2017. július 22-én gólt lőtt a Mačva Šabac ellen a szerb bajnokság nyitófordulójában. November 5-én a megsérülő Marko Janković helyére állt be a 72. percben, majd gólpasszt adott a 3–1-re megnyert találkozón. Ezt követően stabilan a kezdőcsapatban kapott helyet a bajnokságban, és 2017. november 23-án az Európa-ligában is bemutatkozhatott. A nemzetközi kupaporondon négyszer kapott lehetőséget és egy gólt szerzett. A bajnokságban többször is eredményes volt, alapembere lett a csapatnak és a szezon végén beválasztották a bajnokság álomcsapatába is.
2018. július 5-én újabb egy évre meghosszabbították a kölcsönszerződését.

#### MOL Fehérvár
2019. szeptember 1-jén a magyar bajnokságban szereplő MOL Fehérvár vette kölcsön a Chelsea-től. A 2019-2020-as szezon őszi ferlében nyolc bajnokin lépett pályára a magyar élvonalban, 2020 januárjában a fehérvári klub felbontotta a szerződését.

## Statisztika
2019. május 24-én frissítve.
| Klub           | Szezon         | Bajnokság        | Bajnokság     | Bajnokság | Országos kupa | Országos kupa | Ligakupa      | Ligakupa | Nemzetközi kupa | Nemzetközi kupa | Egyéb         | Egyéb | Összesen      | Összesen |
| Klub           | Szezon         | Bajnokság        | Pályára lépés | Gól       | Pályára lépés | Gól           | Pályára lépés | Gól      | Pályára lépés   | Gól             | Pályára lépés | Gól   | Pályára lépés | Gól      |
| -------------- | -------------- | ---------------- | ------------- | --------- | ------------- | ------------- | ------------- | -------- | --------------- | --------------- | ------------- | ----- | ------------- | -------- |
| Partizan       | 2012–13        | Szerb SzuperLiga | 1             | 0         | 0             | 0             | —             | —        | 0               | 0               | —             | —     | 1             | 0        |
| Partizan       | 2013–14        | Szerb SzuperLiga | 10            | 1         | 0             | 0             | —             | —        | 0               | 0               | —             | —     | 10            | 1        |
| Partizan       | 2014–15        | Szerb SzuperLiga | 7             | 1         | 0             | 0             | —             | —        | 6               | 0               | —             | —     | 13            | 1        |
| Partizan       | Összesen       | Összesen         | 18            | 2         | 0             | 0             | —             | —        | 6               | 0               | —             | —     | 24            | 2        |
| Chelsea        | 2015–16        | Premier League   | 0             | 0         | 0             | 0             | 0             | 0        | 0               | 0               | —             | —     | 0             | 0        |
| Vitesse        | 2015–16        | Eredivisie       | 6             | 0         | 0             | 0             | —             | —        | 2               | 0               | —             | —     | 8             | 0        |
| Excelsior      | 2016–17        | Eredivisie       | 9             | 0         | 2             | 0             | —             | —        | —               | —               | —             | —     | 11            | 0        |
| Partizan       | 2017–18        | Szerb SzuperLiga | 31            | 4         | 4             | 1             | —             | —        | 11              | 0               | —             | —     | 46            | 5        |
| Partizan       | 2018–19        | Szerb SzuperLiga | 32            | 6         | 5             | 1             | —             | —        | 8               | 1               | —             | —     | 45            | 8        |
| Partizan       | Összesen       | Összesen         | 63            | 10        | 9             | 2             | —             | —        | 19              | 1               | —             | —     | 91            | 13       |
| Karrier összes | Karrier összes | Karrier összes   | 96            | 12        | 11            | 2             | 0             | 0        | 27              | 1               | 0             | 0     | 134           | 15       |

## Sikerei, díjai
Partizan
- Szerb bajnok: 2012–13, 2014–15
- Szerb Kupa-győztes: 2017–18

Egyéni elismerés
- Szerb bajnokság, a szezon csapatának tagja: 2017–18